# Excultanus plummeri
Excultanus plummeri är en insektsart som beskrevs av Delong 1939. Excultanus plummeri ingår i släktet Excultanus och familjen dvärgstritar. Inga underarter finns listade i Catalogue of Life.